# جون ر. برينكلي
جون رومولوس برينكلي وعرف لاحقًا باسم جون ريتشارد برينكلي (8 يوليو 1885 - 26 مايو 1942) هو دجال أمريكي. لم ينل برينكلي تعليمًا طبيًا معتمدًا بل اشترى شهادته الطبية من جامعة وهمية. اشتهر برينكلي بلقب «طبيب غدد الماعز» وهي إشارة إلى قيامه بإجراء عمليات زراعة خصى ماعز على المرضى مما أكسبه شهرةً على المستوى الوطني وصيتًا عالميًا وثروةً طائلةً. روج برينكلي لهذا الإجراء كوسيلة لعلاج العقم عند الذكور غير أنه ادعى لاحقًا أن الإجراء كان بمثابة دواء شامل لعلاج مجموعة واسعة من العلل التي تصيب الرجال. أدار برينكلي عددًا من العيادات والمشافي في عدة ولايات، وكان قادرًا على مواصلة ممارسة الطب لعقدين من الزمن على الرغم من دحض المجتمع الطبي الأوسع لممارساته هذه دحضًا مستفيضًا.
كذلك شاءت الظروف أن يكون أحد الرواد الإذاعيين والإعلانيين الذين استهلوا حقبة الإذاعات الحدودية المكسيكية.
كان برينكلي من الدهماء السياسيين الذين أحبهم مئات آلاف الأتباع في كنساس وغيرها وذلك على الرغم من سحب رخصته لممارسة الطب في كنساس وعدة ولايات أخرى. أطلق حملتين سياسيتين مترشحًا لمنصب حاكم ولاية كنساس وكاد أن يفوز في إحداها. كان صعود برينكلي إلى الشهرة والثروة التي جناها أمرين سريعين مثلما كان سقوطه النهائي مفاجئًا. جمع برينكلي ملايين الدولارات في ذروة سيرته المهنية ولكنه توفي مفلسًا نتيجة العدد الكبير من دعاوى سوء الممارسة الطبية وحوادث القتل الخطأ والاحتيال المرفوعة عليه.

## نشأته
كان والد برينكلي مستكشفًا جبليًا فقيرًا يدعى جون ريتشارد برينكلي. زاول والده الطب في ولاية كارولاينا الشمالية وخدم كمسعفٍ لصالح جيش الولايات الكونفدرالية الأمريكية إبان الحرب الأهلية. كان زواج برينكلي الأول باطلًا بسبب عدم بلوغه السن القانوني. تزوج أربع مرات أخرى بعد بلوغه وعاش أكثر من زوجاته الأربعة الصغيرات اللواتي توفين قبله. تزوج من سارة ت. مينغوس حين بلغ عمره 42 عامًا في عام 1870. انتقلت ابنة أخ مينغوس المدعوة سارة كانديس بيرنت والبالغ عمرها 24 ربيعًا إلى المنزل في ما بعد. أطلقت العائلة على زوجة برينكلي اسم سالي من أجل تفريقها عن زوجته سارة. أنجبت سارة بيرنت جون رومولوس برينكلي خارج نطاق الزواج وهي في بلدة بيتا الواقعة في مقاطعة جاكسون بولاية كارولاينا الشمالية. سمت بيرنت ابنها على اسم أبيه واقتبست اسمه الأوسط رومولوس من التوأم الأسطوري الذي أرضعته الذئاب. فارقت سارة بيرنت الحياة جراء إصابتها بذات الرئة والسل حين كان برينكلي يبلغ خمسة أعوام. انتقل كل من جون برينكلي وسارة ت. أو العمة سالي بصحبة الفتى الصغير إلى بلدة شرق لابورت الواقعة ضمن نفس المقاطعة بالقرب من نهر توكاسيجي. لم يكن بحوزة العائلة الكثير من المال حينذاك.
توفي جون ريتشارد برينكلي حين كان ابنه في العاشرة من العمر. كانت المدرسة التي ارتادها برينكلي في صباه عبارة عن كوخ خشبي صغير مؤلف من غرفة واحدة في منطقة توكاسيجي. فتحت المدرسة أبوابها كل عام لمدة ثلاثة أو أربعة أشهر خلال فصل الشتاء. هناك التقى برينكلي بسالي مارغريت وايك وهي ابنة أحد أعضاء مجلس إدارة المدرسة ميسوري الحال. كثيرًا ما طاب لسالي تعذيب قلب برينكلي الشاب. مُددت فترة الدوام والتحق معلم أفضل بالمدرسة حين كان برينكلي في الثالثة عشر من العمر. استوفى برينكلي دراسته المدرسية مع بلوغه السادسة عشر، وباشر بعدها العمل في نقل البريد بين البلدات المجاورة وتعلم كيفية استعمال التلغراف. غير أن أمنيته كانت أن يصبح طبيبًا.

## العائلة والتعليم
ذهب برينكلي إلى مدينة نيويورك خلال الفترة التي عمل فيها كموظف تلغراف وهناك عمل لصالح شركة ويسترن يونيون. انتقل بعدها إلى ولاية نيوجيرسي وعمل في إحدى شركات السكك الحديدية. عاد إلى منزل عمته سالي بعدما بلغته أخبار عن تدهور حالتها في أواخر عام 1906. توفيت سالي بتاريخ 25 ديسمبر عام 1906. قدمت سالي وايك والتي كانت تكبر برينكلي بسنة واحدة المواساة للأخير. تزوج الاثنان في بلدة سيلفا بولاية كارولاينا الشمالية في يوم 27 يناير عام 1907. تنقل برينكلي ووايك عبر المدن والبلدات وادعيا زورًا بأنهما كانا طبيبين ينتميان إلى جمعية الأصدقاء الدينية، وقدما عروضًا طبية في البلدات التي زارها وتجولا وهما يبيعان أدويةً مرخصةً ببراءات اختراع. كانت حركة برينكلي التالية هي الانتقال إلى مدينة نوكسفيل بولاية تينيسي وهناك كان بمثابة اليد اليمنى لرجل يدعى الدكتور بيرك إذ ساعده في التجوال وبيع مقويات الفحولة.
استقر برينكلي مع زوجته في مدينة شيكاغو في عام 1907. وهناك احتفل الاثنان بولادة ابنتهم واندا ماريون برينكلي في يوم 5 نوفمبر. التحق الأب حديث العهد بكلية بينت الطبية وهي كلية غير معتمدة أكاديميًا تتميز بمنهاجها المشكوك بصحتها وتركيزها على الطب الانتقائي. عمل برينكلي موظفًا على التلغراف لدى شركة ويسترن يونيون خلال ساعات الليل وحضر دروسًا في كليته خلال النهار، وجاء ذلك في الوقت الذي تراكمت عليه ديون الرسوم الجامعية وتكاليف إعالة أسرته بالإضافة إلى مصاريف زوجته سالي التي كثيرًا ما كانت تنغمس في أهوائها الشخصية. وارت العائلة جثمان طفلهم الرضيع الذي لم يعش سوى لثلاثة أيام في عام 1908.
تعرف برينكلي على الخلاصات الغدية ومدى تأثيرها على جسم الإنسان خلال فترة دراسته في الكلية. وارتأى أن هذا المجال من شأنه مساعدته على المضي بمسيرته المهنية قدمًا نحو الأمام. ضاعف برينكلي أعباء العمل خلال فصل الصيف بعد سنتين من الدراسة وغرقه في الديون وذلك من خلال القيام بمناوبتين في ويسترن يونيون، ولكنه عاد إلى بيته في يوم من الأيام ليجد زوجته وابنته قد تركتا المنزل. أقامت سالي دعوى الطلاق ودعوى نفقة إعالة الطفل على برينكلي غير أنه خطف ابنته وولى هاربًا إلى كندا بعد شهرين من تسديد نفقات الإعالة المترتبة عليه. تنازلت سالي عن حقها في المحكمة بعد عدم تمكنها من الحصول على أمر قضائي بتسليمه من كندا، وهو ما سمح لبرينكلي بالعودة إلى شيكاغو مع ابنته. عاد الاثنان إلى بعضهما على رغم من علاقتهما المتقلقلة.
هجرته سالي مجددًا قبل إنجابها لابنتهما الثانية إرنا ماكسين برينكلي في منزلها بمنطقة توكاسيجي بتاريخ 11 يوليو عام 1911، وذلك قبل إنهاء برينكلي للسنة الجامعية الثالثة في عام 1911. غادر برينكلي شيكاغو وترك خلفه عددًا من الأقساط الجامعية غير المدفوعة وعاد إلى ولاية كارولاينا الشمالية ليوافي عائلته. هناك بدأ بالعمل كطبيب غير متخرج ولكنه لم يتوفق في تأسيس نفسه. تنقل هو وعائلته قاصدين العديد من مدن وبلدات ولايتي كارولاينا الشمالية وفلوريدا، وكانوا يحزمون حقائبهم ويذهبون من مكان لآخر طيلة الوقت.